# World So Cold (canción de Mudvayne)
«World So Cold» es una canción de la banda estadounidense Mudvayne. Se lanzó en mayo de 2003 como el segundo sencillo del segundo álbum de estudio The End of All Things to Come. Contiene más de cinco minutos de duración y fue producido por el canadiense David Bottrill bajo el sello discográfico Epic Records. La canción fue escrita por Chad Gray, Ryan Martinie y Matt McDonough. 
El sencillo es muy diferente del resto de los trabajos de la banda, siendo el ritmo más suave, mientras que se muestra algo de intensidad en el tramo final. Sus letras adquieren un tono triste y profundamente personal, en el sentido del resentimiento hacia la sociedad.
El vídeo stá dirigido por Christopher Mills, quien había dirigido previamente el video del sencillo "PDA" para la banda estadounidense Interpol. Fue rodado el 24 de junio de 2003 en Toronto, Canadá. Muestra a la banda tocando en una habitación llena de lo que parece ser recortes de cartón de personas.

## Lista de canciones
| Sencillo en CD |                                     |          |  |
| N.º            | Título                              | Duración |  |
| 1.             | «World So Cold» (radio edit)        | 4:09     |  |
| 2.             | «World So Cold» (versión del álbum) | 5:36     |  |

## Posicionamiento
| País           | Lista (2003)           | Posición |
| -------------- | ---------------------- | -------- |
| Estados Unidos | Mainstream Rock Tracks | 16       |